# 李保衡 (五代)
李保衡，《十国春秋·刘知俊传》作李彦康，五代十国时代将领，邠州节度使杨崇本的养子。
杨崇本是凤翔节度使李茂贞养子，故又名李继徽，在邠州二十余年，乾化四年（914年）被其子李彦鲁所毒杀。李彦鲁领知州事五十余日，李保衡杀死李彦鲁，自称邠州静难留后，贞明元年（915年）四月，带着邠州、宁州二州归降后梁，朱友贞下诏，任命李保衡为感化节度使，任命河阳留后霍彦威为邠州静难节度使。五月，凤翔李茂贞派他下属的泾州节度使刘知俊率军攻邠州。朱友贞遣霍彦威率众先入邠州，刘知俊围其城，半年不能下。李保衡到华州就任感化节度使。